# Diego Bosis
Diego Bosis (Bergamo, 19 ottobre 1967 – Milano, 14 febbraio 2012) è stato un pilota motociclistico italiano.

## Biografia
Diego Bosis comincia a gareggiare in competizioni locali nel 1979 a soli 12 anni, grazie alla passione del padre Giacomo che, unitamente allo zio Ezio, fu uno dei pionieri del trial italiano.
Nel 1982 si impone nel Campionato italiano Cadetti con una Fantic 50 cm³, ripetendosi l'anno successivo.
La scia di successi prosegue anche nel 1984 quando si conferma vincente anche tra gli Junior nella classe 125 cm³.
Anche dopo il suo passaggio tra i Senior riesce a confermarsi ai massimi livelli in ambito nazionale: dopo un primo anno di assestamento, in cui si classifica al terzo posto con una Montesa 125 cm³, si laurea difatti campione italiano già nel 1986, ripetendosi anche nel 1987, 1989, 1990, 1991 e 1992.
In ambito mondiale si aggiudica nove gran premi: il primo negli Stati Uniti, il 26 giugno 1987, e l'ultimo il 17 luglio 1994 nel Gran Premio d'Italia (primo italiano a vincere la gara di casa).
Ottiene per due volte (1987 e 1990) il titolo di vice-campione, sempre alle spalle dello spagnolo Jordi Tarrés, ed in altre tre occasioni (1989, 1991 e 1992) si piazzò sul terzo gradino del podio.
Ma il momento clou della carriera è nel 1987 quando si aggiudica la vittoria al Trial delle Nazioni del 1987 con i compagni Renato Chiaberto, Carlo Franco e Donato Miglio.
In tutta la carriera, corsa prevalentemente con i colori delle Fiamme Oro, disputa per 22 volte il Trial delle Nazioni e 200 Gran Premi.
Al termine della carriera apre una scuola di trial a Castellinaldo in provincia di Cuneo e, inoltre, ricopre il ruolo di tecnico del gruppo Fiamme Oro.
Muore il 14 febbraio 2012, a soli 44 anni, per arresto cardiaco.

## Risultati
| Anno | Moto    | Pos. finale | Punti | Note |
| ---- | ------- | ----------- | ----- | ---- |
| 1984 | Fantic  | 14º         |       |      |
| 1985 | Montesa | 8º          |       |      |
| 1986 | Montesa | 6º          |       |      |
| 1987 | Aprilia | 2º          |       |      |
| 1988 | Aprilia | 5º          |       |      |
| 1989 | Aprilia | 3º          |       |      |
| 1990 | Aprilia | 2º          |       |      |
| 1991 | Fantic  | 3º          |       |      |
| 1992 | Fantic  | 3º          |       |      |
| 1993 | Fantic  | 10º         |       |      |
| 1994 | Beta    | 7º          |       |      |
| 1995 | Beta    | 13º         |       |      |
| 1996 | Gas Gas | 18º         |       |      |
| 1997 | Montesa | 18º         |       |      |
| 1998 | Montesa | 11º         |       |      |
| 1999 | Montesa | 14º         |       |      |
| 2000 | Montesa | 21º         |       |      |

| Anno | Moto    | Pos. finale | Punti | Note           |
| ---- | ------- | ----------- | ----- | -------------- |
| 1982 | Fantic  | 1º          | -     | Cadetti 50 cm³ |
| 1983 | Fantic  | 1º          | -     | Cadetti 50 cm³ |
| 1984 | Fantic  | 1º          | -     | Junior 125 cm³ |
| 1985 | Montesa | 3º          | -     |                |
| 1986 | Montesa | 1º          | -     |                |
| 1987 | Aprilia | 1º          | -     |                |
| 1988 | Aprilia | 2º          | -     |                |
| 1989 | Aprilia | 1º          | -     |                |
| 1990 | Aprilia | 1º          | -     |                |
| 1991 | Fantic  | 1º          | -     |                |
| 1992 | Fantic  | 1º          | -     |                |
| 1993 | Fantic  | 2º          | -     |                |
| 1994 | Beta    | 3º          | -     |                |
| 1995 | Beta    | 3º          | -     |                |
| 1996 | Gas Gas | 2º          | -     |                |
| 1997 | Montesa | 2º          | -     |                |
| 1998 | Montesa | 2º          | -     |                |
| 1999 | Montesa | 2º          | -     |                |
| 2000 | Montesa | 3º          | -     |                |
| 2001 | Montesa | 5º          | -     |                |
| 2002 | Montesa | 3º          | -     |                |
| 2003 | Montesa | 4º          | -     |                |
| 2004 | Montesa | 2º          | -     |                |
| 2005 | Montesa | 5º          | -     |                |
| 2006 | Montesa | 3º          | -     |                |
| 2007 | Montesa | 2º          | -     |                |
| 2008 | Sherco  | 6º          | -     |                |
| 2009 | Montesa | 4º          | -     |                |